# Hélicam

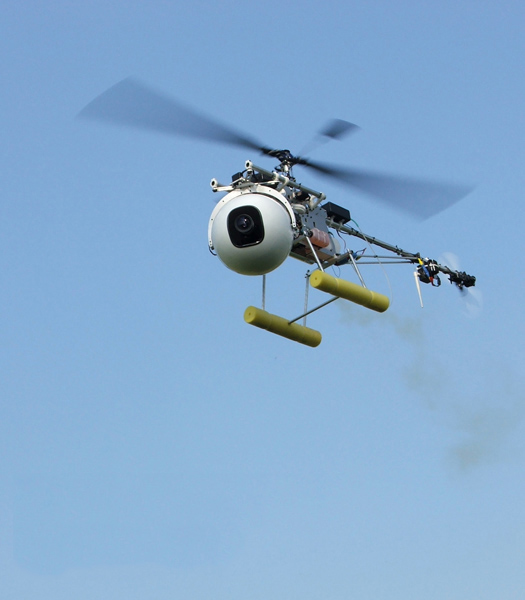
Copterfilms Coptercam3+CF30 Monture de caméra Pan/Tilt/Roll

Hélicam est un mini hélicoptère télécommandé utilisé pour obtenir des images aériennes ou des images animées à l'aide de caméras vidéo, fixes ou animées. Le système de montage de la caméra télécommandée permet des mouvements de panoramique, d'inclinaison et de roulis. Un émetteur vidéo embarqué sans fil transmet le signal en direct à l'opérateur de la caméra, les images peuvent être enregistrées à bord, au sol ou les deux. Le système est contrôlé par deux opérateurs aux commandes indépendantes : le pilote de l'hélicoïde et l'opérateur de la caméra.
L'une des caractéristiques de l'hélicam est sa flexibilité et sa petite taille. Le système peut être piloté pratiquement partout, à condition de disposer d'un petit espace d'environ 4 mètres carrés pour décoller et atterrir. L'endurance de vol varie de 15 à 30 minutes, le ravitaillement en carburant peut être effectué en quelques secondes.
Développé dans les années 1990, l'hélicam a rapidement gagné en popularité pour filmer des événements sportifs et des documentaires. Il a notamment été utilisé pour filmer des courses automobiles et des spectacles aériens. Il a également été utilisé par les chaînes d'actualités, ainsi que pour filmer des scènes de films et de séries télévisées.
La dernière génération d'Hélicam utilise des moteurs à turbine pour améliorer l'endurance et la facilité d'utilisation. Les versions plus récentes sont équipées d'une propulsion électrique, utilisant des batteries au lithium-polymère. L'avantage de la propulsion électrique est la réduction des vibrations et de l'impact sur l'environnement. Alors que l'Hélicam était traditionnellement un système à deux pales, les derniers développements comprennent des systèmes à six et huit rotors pour permettre l'utilisation de systèmes de caméras plus grands et plus lourds.
Les domaines d'utilisation de ces systèmes vont de la publicité à l'exploration, en passant par la prospection, la recherche et le sauvetage, l'armée, la cinématographie, etc. L'avènement des systèmes miniaturisés de pilotage automatique guidé par GPS va étendre l'utilisation de ces systèmes à un nouveau niveau. 